# Avichai Mandelblit
Aluf Avichai Mandelblit o Mendelblit (hebreo: אביחי מנדלבליט, Tel Aviv, 29 de junio de 1963) fue el Jefe Militar Abogado General de las Fuerzas de Defensa de Israel (FDI) entre los años 2004 y 2011. En abril de 2013 fue nombrado Secretario del Gabinete. En febrero de 2016 fue nombrado procurador general de Israel.

## Biografía
Nació y creció en Tel Aviv y se convirtió en un judío ortodoxo a la edad de 26 años. Se le permitió aplazar su servicio militar obligatorio en las Fuerzas de Defensa de Israel para asistir a la Universidad de Tel Aviv como parte del programa Atuda. Se unió a las Fuerzas de Defensa de Israel en 1985 después de graduarse con una licenciatura en derecho
Al unirse a las Fuerzas de Defensa de Israel, ocupó diversos puestos en la Fiscalía Militar y en la Defensa Militar. Entre 1991 y 1992, fue juez en el Tribunal Militar de la región de Gaza. En 1997, fue nombrado Vicepresidente del Tribunal Militar del Comando Sur y de las Fuerzas Terrestres. En 2000 fue nombrado Jefe de la Jefatura de Defensa Militar y, en 2003, como Abogado General Adjunto.
En 2004, fue promovido al rango de Tat Aluf (General de Brigada) y nombrado como el Jefe de Abogado General Militar. En 2009, fue ascendido al rango de Aluf.
Durante su servicio como el Jefe Militar Abogado General, Mandelblit frecuentemente expresó el punto de vista legal de las Fuerzas de Defensa de Israel  sobre diferentes temas del derecho internacional humanitario. En diciembre de 2007, declaró que el uso de las bombas de racimo por parte de las Fuerzas de Defensa de Israel durante la Segunda Guerra del Líbano cumplió con el derecho internacional humanitario. También formó parte de duras críticas contra el Informe Goldstone afirmando: "Nosotros mismos establecimos investigaciones en 140 denuncias, es cuando lees estos informes y quejas que te das cuenta de lo verdaderamente vicioso del informe Goldstone. Nos pusimos en marcha para ir tras la infraestructura económica y los civiles, que fue intencional, es una mentira viciosa ".
El 15 de septiembre de 2011, Mandelblit fue sucedido como Jefe Militar Abogado General por Danny Efroni.

### Orden de Investigación
El fiscal general de Israel, Avichai Mandelblit, ordena una investigación criminal del primer ministro israelí Benjamin Netanyahu por presunta corrupción en dos casos diferentes.